# Ruhpolding-Formation
Die Ruhpolding-Formation ist eine sedimentäre Formation, die im Alpenorogen, vor allem aber in den Nördlichen Kalkalpen zu Beginn des Oberen Juras abgelagert wurde. Die hochmarine Formation zeichnet sich durch ihren Kieselreichtum aus.

## Bezeichnung

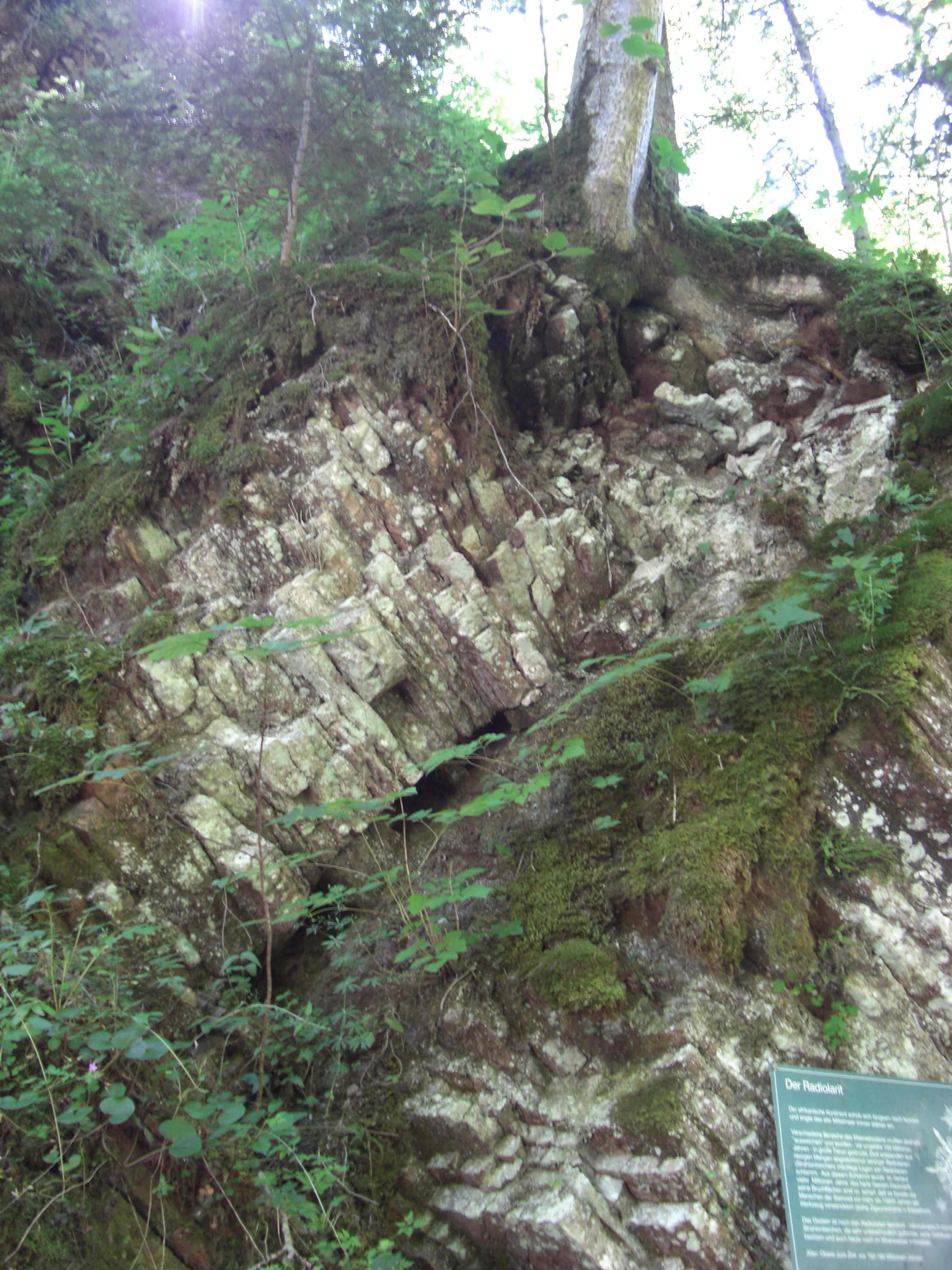
Radiolarit der Ruhpolding-Formation in der Glasenbachklamm

Die Ruhpolding-Formation, benannt nach ihrer Typlokalität, der oberbayrischen Gemeinde Ruhpolding, wird auch als Ruhpoldinger Radiolarit oder als Ruhpoldinger Schichten bezeichnet. Die Typlokalität befindet sich südwestlich von Ruhpolding am Gschwendbach in der Nähe von Röthelmoos. Sie ist aber schlecht gewählt, da an dieser Stelle der für den gesamten austroalpinen Raum charakteristische Rote Radiolarit ausnahmsweise fehlt und nur graue bis rote Kieselkalke zugegen sind, die vom Ruhpoldinger Marmor überlagert werden. Gawlik (2000) hat aus diesem Grund ein neues Typprofil am Mörtlbach nordöstlich von Hallein mit vollständiger Ausbildung des Radiolarits vorgeschlagen.
Im weiteren Sinne werden sämtliche Radiolarite des Oberbajocs, Calloviums, Oxfordiums, Kimmeridgiums und Untertithons in den Nördlichen Kalkalpen mittlerweile zur Ruhpoldinger-Radiolarit-Gruppe (RRG) zusammengefasst.

## Vorkommen

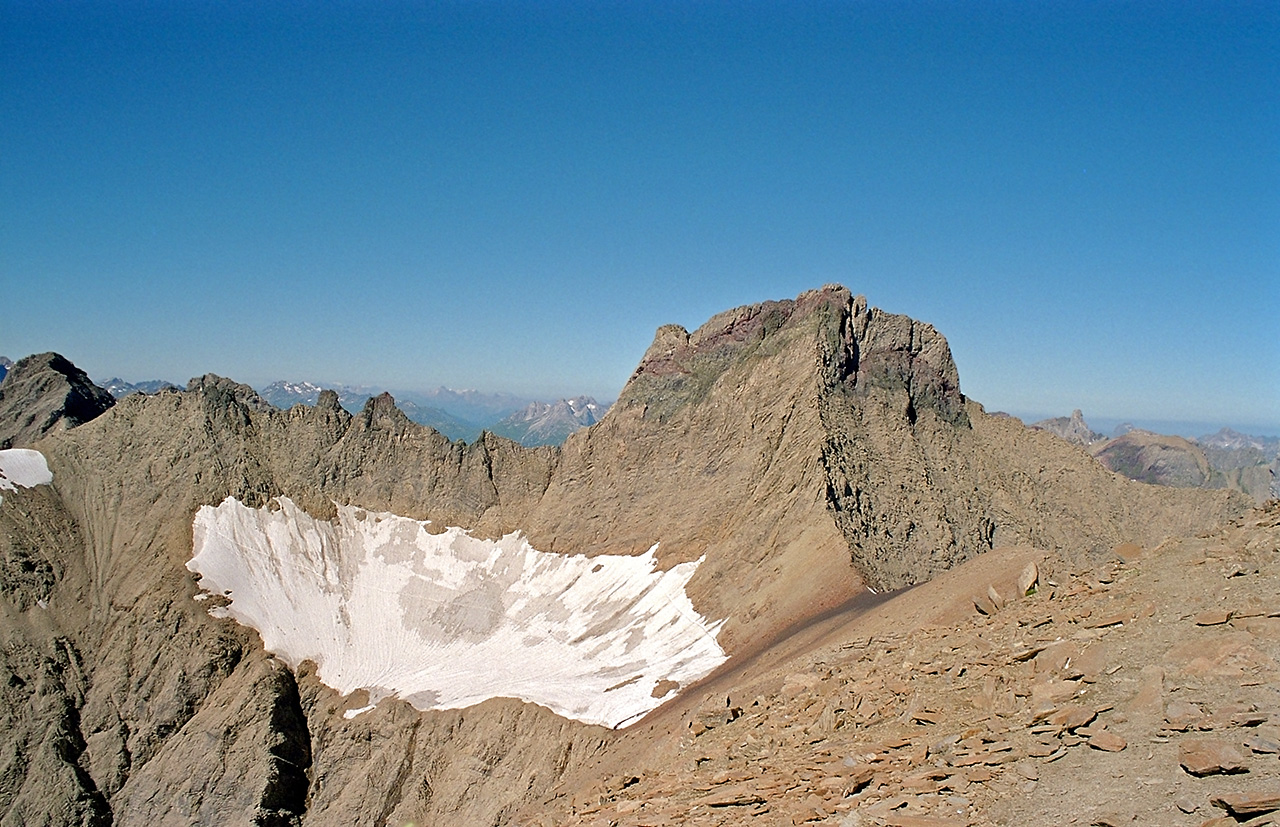
Die unmittelbar unter dem Gipfel der Parseierspitze (3036 m) liegenden dunklen Radiolarite der Ruhpolding-Formation brachten einen drastischen Wechsel im Sedimentationsgeschehen der Nördlichen Kalkalpen

Die namensgebende Typlokalität bildet Teil der Lechtal-Decke des oberostalpinen Bajuvarikums. Die Formation tritt von den Allgäuer Alpen und den Lechtaler Alpen im Westen bis zu den Chiemgauer Alpen im Osten auf. Die Ruhpolding-Formation im engeren Sinne wird aber auch noch im südlich an das Bajuvarikum anschließenden Tirolikum angetroffen und erstreckt sich somit auch in den Ostteil der nördlichen Kalkalpen.
Die Ruhpoldinger-Radiolarit-Gruppe besitzt noch ein wesentlich weiter gespanntes Vorkommen (räumlich und zeitlich) und erscheint in den Karawanken und in den Südalpen. Im Unterostalpin ist sie ebenfalls anzutreffen, sie liegt aber hier bereits metamorphosiert vor (Beispiele sind das Unterostalpin im Rahmen des Tauernfensters und in Graubünden). Ja selbst noch im penninischen Raum (Piemont-Zone) tritt die Gruppe auf.

## Stratigraphie

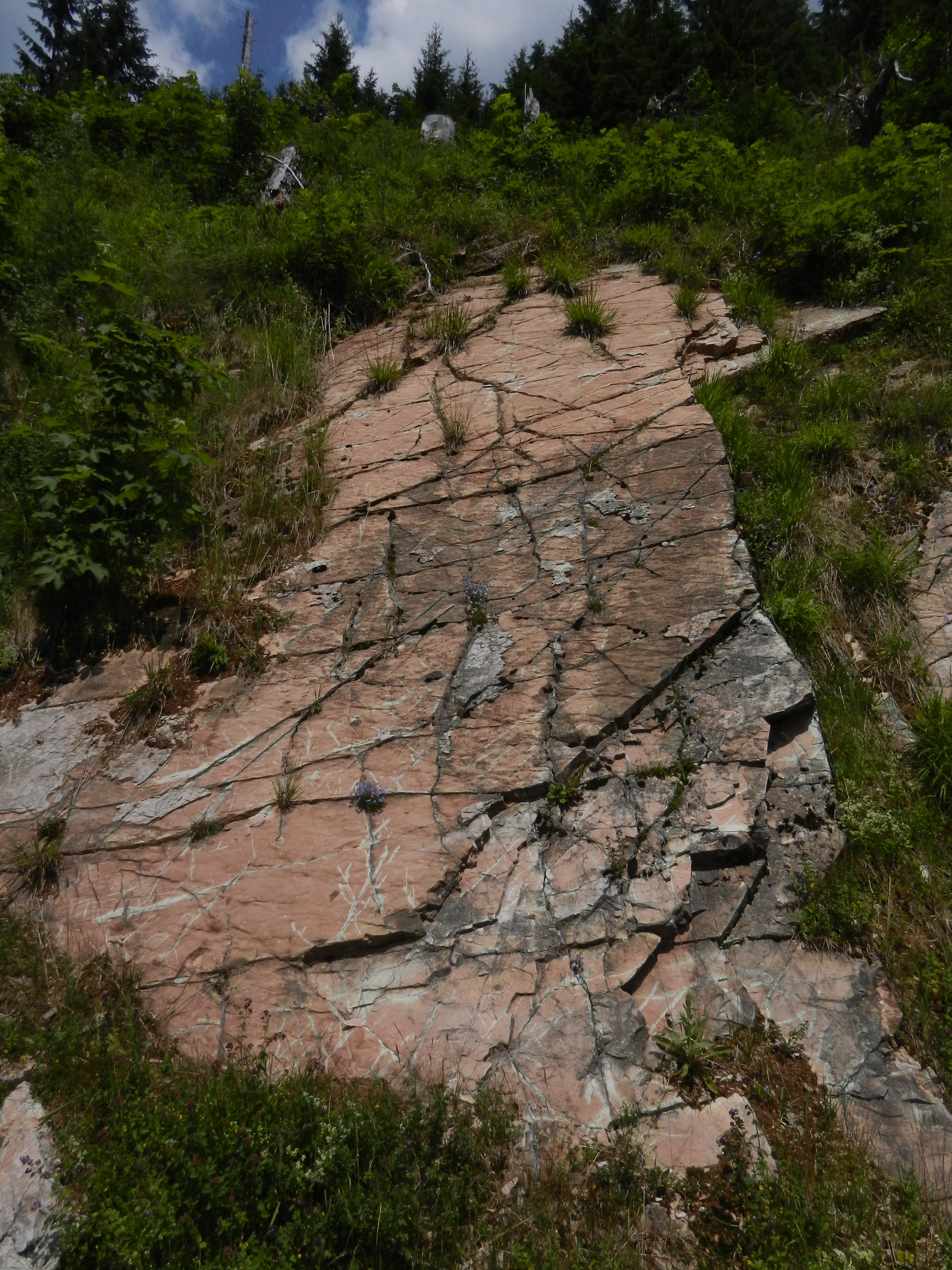
Steil nach Süden einfallende Schichtoberfläche der Ruhpolding-Formation am Eisenberg bei Ruhpolding

Im Bajuvarikum folgt die Ruhpolding-Formation konkordant auf die Chiemgau-Schichten – kieselige, hornsteinführende, spätige Kalke – bzw. in den Allgäuer Alpen auf die grauen, mergeligen Jüngeren Allgäuschichten. Sie wird ihrerseits konkordant von Aptychenschichten der Ammergau-Formation (dichte, gelbliche bis grünlich-graue Mergelkalke des Tithoniums bis Berriasiums) überlagert. Der Übergang zu den Aptychenschichten mit Lamellaptychus lamellosus und Punctaptychus punctatus erfolgt graduell. Im Mittelabschnitt der nördlichen Kalkalpen folgt die Oberalm-Formation des Kimmeridgiums bis Berriasiums auf die Ruhpolding-Formation, stellenweise mit einem Basiskonglomerat; meistens erfolgt der Übergang jedoch allmählich und zeichnet sich vorwiegend durch zunehmenden Kalkgehalt aus.
Im nördlichen Tirolikum, so beispielsweise im Tauglboden-Becken, liegt die Ruhpolding-Formation mit einer deutlichen Bankfuge auf den unterlagernden, knolligen (die Knollen bestehen aus Mangan-Eisenoxid) Rotkalken der Klaus-Formation. Die Bankfuge wird hierbei durch eine mehrere Zentimeter mächtige Tonlage betont. Über die Ruhpolding-Formation legt sich dann die Tauglboden-Formation des Kimmeridgiums und Untertithons.
Gelegentlich kann die Ruhpolding-Formation auch bis auf die Adnet-Formation oder den Vilser Kalk heruntergreifen.
Im Sillenkopf-Becken des südlichen Tirolikums wird die Ruhpolding-Formation von der Strubberg-Formation unter- und von der zur Tauglboden-Formation zeitgleichen Sillenkopf-Formation überlagert.

## Lithologie
Lithologisch besteht die durchschnittlich um die 50 Meter (Variationsbreite 5 bis 100 Meter) mächtig werdende Ruhpolding-Formation aus schwarz-grünen und roten Radiolariten, Kieselkalken, kieseligen Mergeln und kieselhaltigen Tonen. Sie ist im Wesentlichen aus Radiolarienschlick hervorgegangen. Der Schlick verfestigte sich zu einer gleichmäßig feingeschichteten und gebänderten Chertformation, die aus Hornstein-, Kieselkalk- und Kieselschieferlagen aufgebaut wird. Die einzelnen kieseligen Lagen werden meist von hauchdünnen Tonlagen abgetrennt. Die daraus resultierende Zyklizität ist womöglich mit Milanković-Zyklen in Verbindung zu bringen. Eine mögliche diagenetisch bedingte Absonderung als Erklärung der Bänderung kann durch zyklenübergreifende Rutschungsstrukturen ausgeschlossen werden.
Die Färbung des feinkörnigen, sehr harten, splittrig bis muschelig brechenden und witterungsfesten Gesteins ist vorwiegend rot, aber auch grünlich-hellgraue bis schwarze Farbtöne (Schwarzer Radiolarit) sind anzutreffen. Die Rotfärbung (durch Hämatit) geht auf die vollständige Oxidation der enthaltenen Eisenverbindungen durch sauerstoffreiches Tiefenwasser zurück (Verhältnis Fe3+/Fe2+ > 1). Bei den grünlichen Radiolariten ist das Verhältnis Fe3+/Fe2+ < 1, gebunden an die Minerale Serizit und Chlorit. Der FeO-Anteil ist sehr hoch, ferner dürfte Pyrit bei der Farbgebung eine Rolle spielen.
Im Dünnschliff lässt sich erkennen, dass sich die kieselige Grundmasse aus diagenetisch umgewandelten, maximal 0,1 mm großen Radiolarienskeletten zusammensetzt. Das chemisch nahezu aus 100 % SiO2 bestehende Chertgestein wird von teils netzartig organisierten Spalten- und Risssystemen durchzogen, die sekundär mit Kalzit auskristallisierten. Diese Bruchsysteme wurden durch später auftretende tektonische Spannungen verursacht. Mafische Tuffitlagen sind an der Basis der Ruhpolding-Formation recht häufig anzutreffen. 

## Fossilien
Die Ruhpolding-Formation besteht vorwiegend aus Mikrofossilien (Radiolarien), Makrofossilien sind mit Ausnahme von schlecht erhaltenen Aptychen, Crinoiden wie Saccocoma, Nadelresten und Filamenten extrem rar. Benthonische Foraminiferen treten nur selten auf und planktonische Foraminiferen fehlen vollkommen. Von den enorm vielfältigen Radiolarien seien einige Taxa herausgegriffen:
- Entactinaria – Saturnalidae: Acanthocircus
- Nassellaria – Amphipyndacidae: Triversus
- Nassellaria – Archaeodictyomitridae: Archaeodictyomitra apiarium, Archaeodictyomitra minoensis, Archaeodictyomitra mitra und  Archaeodictyomitra rigida
- Nassellaria – Bagotidae: Droltus galerus
- Nassellaria – Canoptidae: Cinguloturris carpatica
- Nassellaria – Eucyrtidiellidae: Eucyrtidiellum nodosum, Eucyrtidiellum ptyctum
- Nassellaria – Eucyrtidiidae: Cyrtocapsa, Stichocapsa naradaniensis und Stichocapsa trachyostraca
- Nassellaria – Hsuidae: Hsuum brevicostatum
- Nassellaria – Parvicingulidae: Dictyomitrella, Parvicingula dhimenaensis
- Nassellaria – Sethocapsidae: Gongylothorax favosus
- Nassellaria – Williriedellidae: Williriedellum carpathicum
- Nassellaria – : Tricolocapsa funatoensis
- Spumellaria – Angulobracchiidae: Angulobracchia, Paronaella

## Ablagerungsbedingungen
Die Ruhpolding-Formation ist eindeutig hochmarinen Ursprungs und im pelagischen Bereich abgesetzt worden, erkennbar an recht seltenen Ammoniten- und Belemnitenfunden wie beispielsweise Hibolites semisulcatus Münster. Bei welcher Wassertiefe die Sedimentation letztendlich erfolgte ist nach wie vor umstritten. Aktuogeologisch bilden sich Radiolarienschlämme unterhalb der Kompensationstiefe für Kalzit (engl. calcite compensation depth oder CCD) in einer Wassertiefe von 4000 bis 5000 Meter. Zu berücksichtigen hierbei ist jedoch, dass die CCD im Oberjura wesentlich höher lag (wahrscheinlich zwischen 2000 und 3000 Meter).
Das Aufblühen der Radiolarien kann durch Vulkanismus und/oder durch Änderungen in der Wasserzirkulation ausgelöst worden sein. Die benötigte Kieselsäure wurde neben vulkanischem Eintrag möglicherweise auch mit kaltem Auftriebswasser angeliefert. Indirekt darf somit auch auf weitreichende innerozeanische Veränderungen in den räumlichen Gegebenheiten des damaligen Tethysraumes geschlossen werden.

## Ruhpoldinger Wende

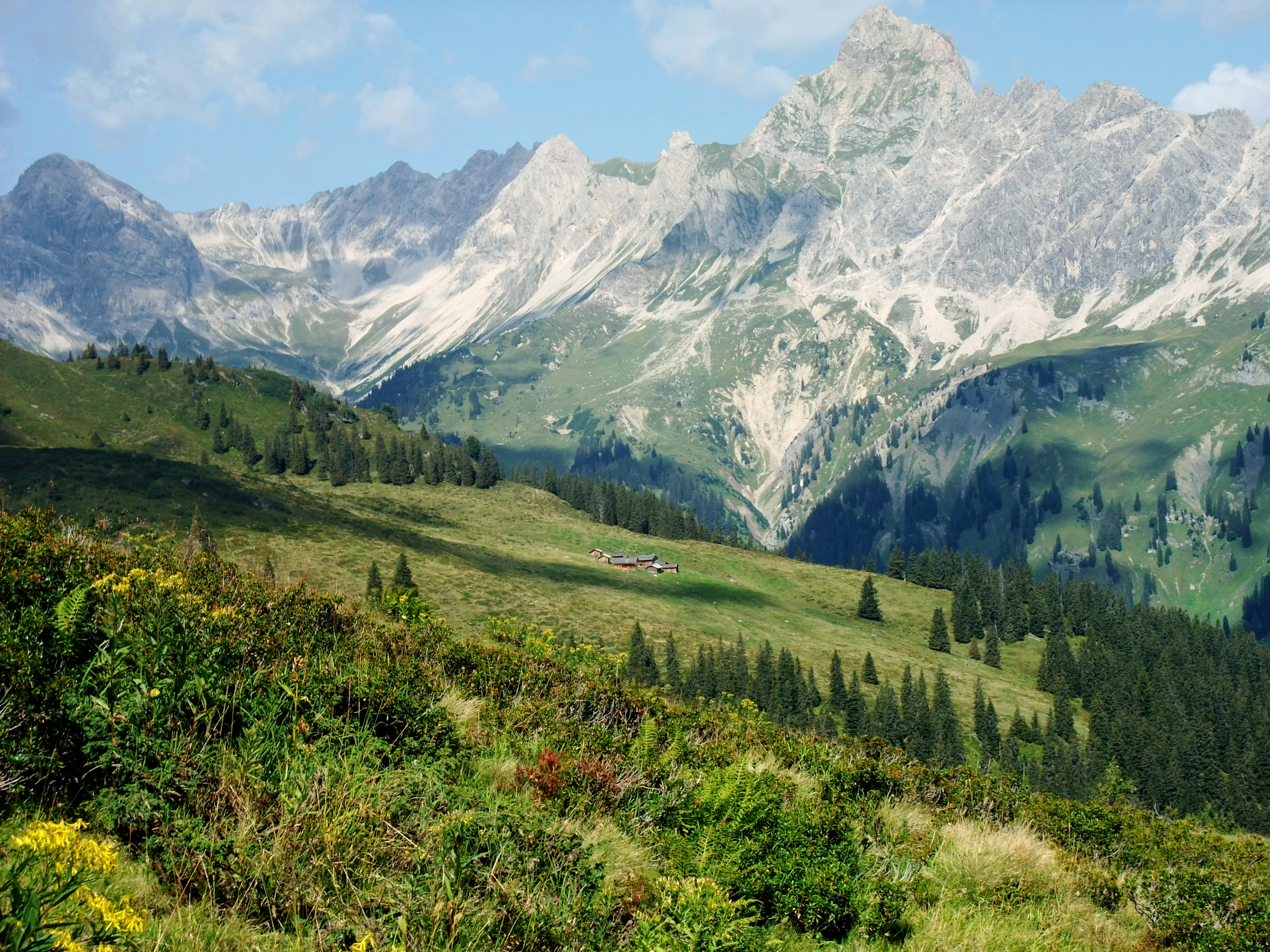
Die 2643 Meter hohe Zimba. Das dunkle Band unmittelbar unter dem Gipfel aus Aptychenkalk der Ammergau-Formation besteht aus der Ruhpolding-Formation.

Die Sedimentation der Radiolarite der Ruhpolding-Formation bedeutet einen jähen und drastischen Einschnitt im Sedimentationsgeschehen der Nördlichen Kalkalpen, welcher als Ruhpoldinger Wende bezeichnet wird. Diese Änderung des Sedimentationscharakters war nicht vorübergehender  Natur. Mit dem Auftreten der Radiolarite (und später der Aptychen-Schichten) breiteten sich Sedimente aus, die sich von den unter- und mitteljurassischen deutlich und bleibend unterschieden.
Vorausgegangen war eine rasche Abnahme der Sedimentationsraten und Mächtigkeiten im Dogger. So häuften sich in der oberen Klaus-Formation die Omissionsflächen und die Sedimentation wurde generell langsamer und lückenhafter. Das „Verhungern“ der Sedimentation war wahrscheinlich durch eine kontinuierliche Absinkbewegung bedingt.
Während der Ruhpoldinger Wende wurde das vorhandene Meeresbodenrelief tektonisch akzentuiert und einzelne Schwellenbereiche stiegen bis in die Zone des Flachwassers auf. In diesen angehobenen Schwellen kam die auf tiefere Beckenbereiche beschränkte Ruhpolding-Formation übrigens nicht zur Ablagerung, sondern es wurden hier weiterhin Rotkalke sedimentiert, beispielsweise der Agathakalk (ein Cephalopodenkalk der Tiefseeschwellenfazies aus dem Oxfordium bis Kimmeridgium) oder der Haßlberg-Kalk (ein toniger Flaserkalk aus dem Tithonium). Erst später, mit einsetzender Sedimentation der Aptychen-Schichten der Ammergau-Formation, wurden die tektonisch bedingten Gegensätze dann wieder langsam ausgeglichen.
Die Ruhpoldinger Wende wird neben tektonischen Bewegungen auch durch vulkaniklastische Ablagerungen (Tuffite) charakterisiert, die zum basischen, oberjurassischen Magmenpuls zu rechnen sind.
Mit der Ruhpoldinger Wende nimmt auch die Häufigkeit von Sedimentkörpern zu, deren Bildung durch Erdbeben ausgelöst wurde, wie Turbidite, Fluxoturbidite, Schlammstrom-Brekzien, grain flows, Schlammfalten- und Gleitpakete. Auch Olistholithen sind anzutreffen. Hierher gehören die hellbraunen, allodapischen Kalke des Barmsteins (mit Eingleitungen des Hallstätter Faziesbereichs), die Sonnwendbrekzie des Sonnwendgebirges sowie die Tauglboden- und die Strubberg-Formation. Die meisten der durch tektonische Bewegungen verursachten Massenbewegungen fallen entweder in die Zeit kurz vor oder kurz nach der Ruhpoldinger Wende. Ein gutes Beispiel für während der Wende erfolgte Massenbewegungen ist die Grubhörndlbrekzie, eine Megabrekzie (mit einem 300 Meter großen Kalkblock), die an einer Nord-Süd-streichenden Verwerfung in westliche Richtung abglitt und sich im Becken mit der Ruhpolding-Formation verzahnte.
Die allmählich erfolgende Verdrängung des Radiolarienschlamms der Ruhpolding-Formation durch Coccolithenschlamm der überlagernden Aptychenschichten lässt sich entweder auf eine weitere Vertiefung zurückführen und/oder kann durch ein Aufblühen des kalkhaltigen Nannoplanktons erklärt werden.

## Alter
Die Ruhpolding-Formation im engeren Sinne wurde im Oberen Oxfordium abgelagert, d. h. vor rund 157 bis 155 Millionen Jahren BP. Diese biostratigraphische Altersangabe (Maximalalter) beruht auf Ammonitenfunden in der obersten Klaus-Formation.
Mittlerweile wird jedoch allgemein die Diachronizität der Ruhpolding-Formation anerkannt. Eine neuere Untersuchung von Wegener, Suzuki & Gawlick (2003) fand anhand der Radiolarienstratigraphie ein Alter von Mittlerem Oxfordium bis Unteres Kimmeridgium für den oberen Roten Radiolarit, d. h. 159 bis 154 Millionen Jahre.
Für die Ruhpoldinger-Radiolarit-Gruppe geben Suzuki & Gawlick (2003a) ein Alter von Bajocium bis Untertithon an, d. h. den Zeitraum von 171 bis 147 Millionen Jahren.